# Грег Хъруиц
Грег Хъруиц (на английски: Gregg Hurwitz) е американски журналист, сценарист и писател на произведения в жанра психологически трилър, криминален роман, научна фантастика, фентъзи и комикси.

## Биография и творчество
Грег Андрю Хъруиц е роден на 12 август 1973 г. в Сан Франциско, Калифорния, САЩ. Израства в района на залива на Сан Франциско и завършва подготвителен колеж в Сан Хосе, Калифорния. Получава през 1995 г. бакалавърска степен по изкуства от Харвардския университет и магистърска степен по драма през 1996 г. от Тринити Колидж на Оксфордския университет. В Харвард е студент на психолога Джордан Питърсън, който повлиява на писането му. Също става атлет на годината в университета за овчарски скок и участва в колежанския футбол.
Първият му роман „Кулата“ е издаден през 1999 г. През 2016 г. е издаден първият роман „Сирак X“ от едноименната му поредица. Главният герой, Еван Смоук, като дете е бил избран, отгледан и обучен в секретната програма „Сирак“, разработена, за да създаде съвършени професионални убийци. Той е използвал всичко научено, за да изчезне от програмата, но е преследван за това, от някой със същите умения и подготовка. Романът е предвиден за екранизация от Уорнър Брос с Брадли Купър за режисьор.
Общо над 20 негови трилъра, сред които и поредицата за „Сирак Х“, са в списъците на „Ню Йорк Таймс“. Те печелят множество литературни награди и са преведени на над 30 езика по света.
Той е автор на няколко сценария за кино- и телевизионни хитове, комикси за AWA, DC и MARVEL, както и статии на политическа и културна тематика за „Уолстрийт Джърнъл“, „Гардиън“ и други. Публикувал е няколко труда за Шекспир и е преподавал творческо писане в Южнокалифорнийския университет. Бил е гостуващ лектор в Харвардския университет и Калифорнийския университет. Председател е на Международната асоциация на писателите на трилъри (ITW).
Грег Хъруиц живее със семейството си в Лос Анджелис.

## Произведения

### Самостоятелни романи
- The Tower (1999)[1][2][3][4]
- Minutes to Burn (2001)[5]
- Do No Harm (2002)
- I See You (2007) – издаден и като „The Crime Writer„
- We Know (2008) – издаден и като „Trust No One„
- Or She Dies (2009) – издаден и като „They're Watching„
- You're Next (2010)
- The Survivor (2011)
- Tell No Lies (2013)
- Don't Look Back (2014)

### Поредица „Тим Ракли“ (Tim Rackley)
1. The Kill Clause (2003)[1][2][3]
2. The Program (2004)
3. Troubleshooter (2005)
4. Last Shot (2006)

### Поредица „Сираче Х“ (Orphan X)
1. Orphan X (2016)[1][2][3]
Сирак X, изд. „Бениториал“ (2022), прев. Любомир Мартинов
2. The Nowhere Man (2017)
3. Hellbent (2017)
4. Out of the Dark (2019)
5. Into the Fire (2020)
6. Prodigal Son (2021)
7. Dark Horse (2022)
8. The Last Orphan (2023)
9. Lone Wolf (2024)

новели към поредицата
- Buy a Bullet (2016)
- The Intern (2018)
- The List (2020)
- The Recital (2023)

### Поредица „Дъждове“ (Rains)
1. The Rains (2016)[1][2][3][5]
2. Last Chance (2017)

### Разкази
- All Said and Done (2004)[1]
- The Real Thing (2005)

### Сборници
- Birds of Prey (2022) – с други[1]

### Екранизации
- 1997 Dragon Ball Z: The Tree of Might
- 2010 – 2011 Посетители, V – тв сериал, 7 епизода, с Елизабет Мичъл, Морена Бакарин и Лора Вандервурт[1]
- 2016 Кралицата на юга, Queen of the South – тв сериал, 1 епизод, с Алис Брага и Алфонсо Ерера
- 2017 Книгата на Хенри, The Book of Henry – с Наоми Уотс, Лий Пейс, Дийн Норис и др., оригинален сценарий
- 2021 Sweet Girl – с Джейсън Момоа, Лекс Скот Дейвис и др.